# Controllo centralizzato del traffico
Il controllo centralizzato del traffico (in sigla CTC, dall'inglese: centralized traffic control) è un sistema di telecomando e telecontrollo del traffico ferroviario nato con le seguenti finalità:
- ridurre i costi di esercizio impresenziando in modo temporaneo ovvero permanente le stazioni e/o le assuntorie;
- migliorare la regolarità dell'esercizio ferroviario regolando in modo tempestivo la circolazione dei treni in ampie tratte, mediante telecomando impartito da un singolo posto operativo facente capo al Dirigente Centrale Operativo (DCO).

È sinteticamente costituito da un posto centrale e da più posti periferici tutti collegati con una linea di telecomunicazione per tele-operazioni con le quali possono essere inviati comandi dal posto centrale verso i posti periferici e inviare segnali di "risposta", dai posti periferici verso il posto centrale.
Nel posto centrale si distinguono:
- un quadro luminoso, con il quale si può apprezzare la posizione dei treni sulla linea;
- un quadro sinottico, con tutte le apparecchiature di visualizzazione;
- una pulsantiera, con la quale possono essere impartiti i telecomandi;
- un circuito di logica di elaborazione dei segnali;
- le apparecchiature di ricetrasmissione, solitamente due canali telefonici con modem o con fibre ottiche.

Data la delicatezza dei comandi inviati dal Posto Centrale, vengono presi tutta una serie di accorgimenti logico-circuitali per evitare che un falso comando, dovuto ad interferenze o guasti ai sistemi di trasmissione, possa determinare condizioni di rischio, infatti la sicurezza dell'esercizo rimane basata sugli apparati locali presenti nelle stazioni (ACEI).

## Storia

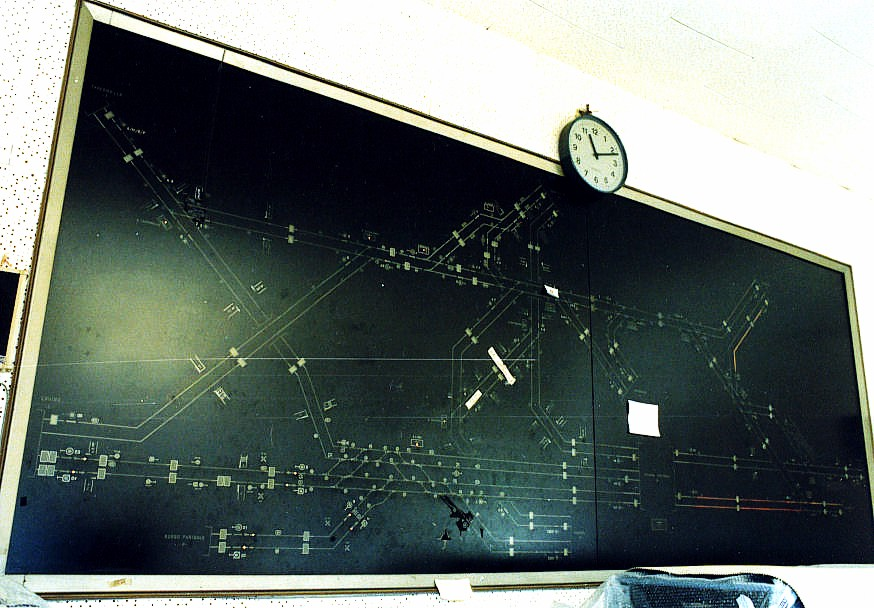
Quadro luminoso del CTC Nodo di Bologna - 1957

Il primo CTC installato in Italia fu quello della Linea di Cintura di Bologna, attivato nel 1957. Era composto da un quadro luminoso in vetro nero smerigliato che mostrava ai DCO la posizione dei treni, l'aspetto dei segnali e la disposizione dei deviatoi oltre a svariate informazioni accessorie. Il DCO regolavano la circolazione operando da un Banco i cui pulsanti, leve e bottoni eccitavano dei relè che comandavano gli ACEI dei Bivi che, a loro volta garantivano (e ancora garantiscono) la sicurezza della circolazione. Per i lavori di potenziamento delle linee afferenti Bologna e la costruzione della nuova linea AV/AC, negli ultimi anni il quadro luminoso era stato sostituito con uno più moderno "a tessere" che consentiva un più veloce adeguamento alle mutazioni degli impianti "in campagna". Dal 14 gennaio 2007 è entrato in funzione il nuovo CTC evoluto che precede l'arrivo del sistema di comando e controllo del nodo di Bologna e che sostituisce totalmente il vecchio CTC.
Circa 15 anni dopo è stato gradatamente attivato il CTC Direttissima che permise la gestione del traffico ferroviario dell'intera tratta Bologna San Ruffillo-Prato con due soli operatori DCO. Il CTC Direttissima, costruttivamente diverso dal precedente, si avvaleva di un computer, il quadro luminoso era già "a tessere" e gli itinerari dei treni venivano in gran parte predisposti dal computer anche se importante rimaneva il controllo umano per le "vere" decisioni di gestione della circolazione, decisioni che venivano impartite al sistema CTC tramite una serie di codici di 4 cifre inseriti con una pulsantiera numerica. Dal 13 agosto 2007 anche questo CTC è stato rinnovato ed attivato nella nuova sala operativa rete regionale che ospita anche il CTC del nodo di Bologna e della stazione di Bologna Centrale e che gradualmente prenderà in carico il movimento dei treni di tutte le linee gestite da Rete Ferroviaria Italiana della regione.